# Ceroplastes titschaki
Ceroplastes titschaki är en insektsart som beskrevs av Karl Hermann Leonhard Lindinger 1942. Ceroplastes titschaki ingår i släktet Ceroplastes och familjen skålsköldlöss.
Artens utbredningsområde är Peru. Inga underarter finns listade i Catalogue of Life.